# صحافة الرأي

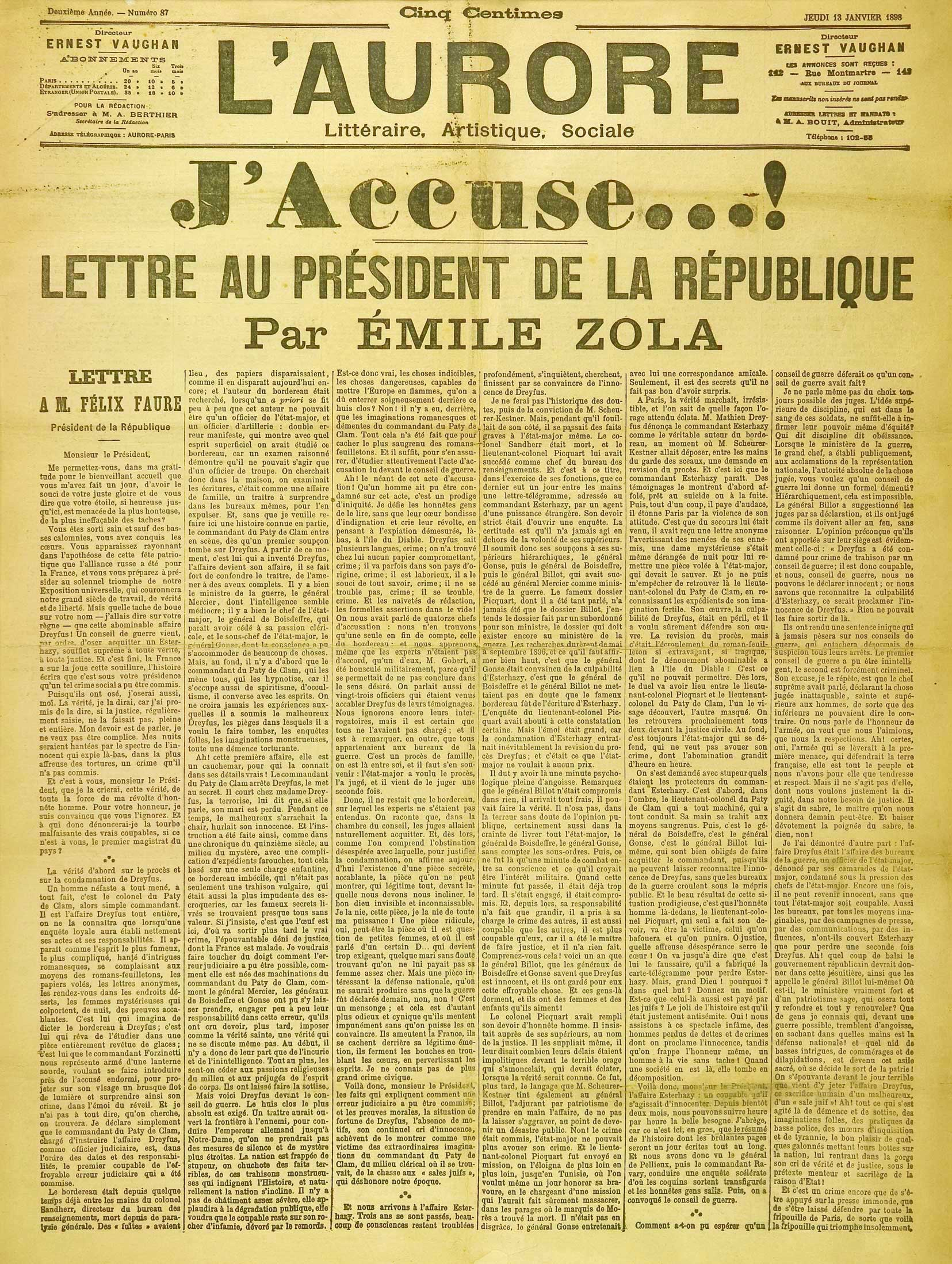

صحافة الرأي هي الصحافة التي لا تدعي الموضوعية. وعلى الرغم من تمييزها عن الصحافة المعادية في العديد من الطرق، إلا أن كلا الشكلين يتميز بوجهة نظر ذاتية، توجد عادة مع بعض الأغراض الاجتماعية أو السياسية. وتشمل الأمثلة الشائعة الأعمدة الصحفية في الصحف والافتتاحيات وكارتون التحرير والمستشارية.
وعلى عكس الصحافة المدافعة، تركز صحافة الرأي تركيزًا أقل على الحقائق المفصلة أو البحوث، وغالبًا ما تكون وجهة نظرها من مجموعة متنوعة أكثر خصوصية. Iوقد لا يكون إنتاجها إلا عنصر واحد من وكالة الأنباء الموضوعية عمومًا، بدلاً من السمة الغالبة على الصحيفة بأكملها أو شبكة البث.